# FC Torpedo Zhodino
El FC Torpedo Zhodino, llamado FC Torpedo-BelAZ Zhodino por razones de patrocinio, es un club de fútbol bielorruso de la ciudad de Zhodino. Fue fundado en 1961 y juega en la Liga Premier de Bielorrusia.

## Historia

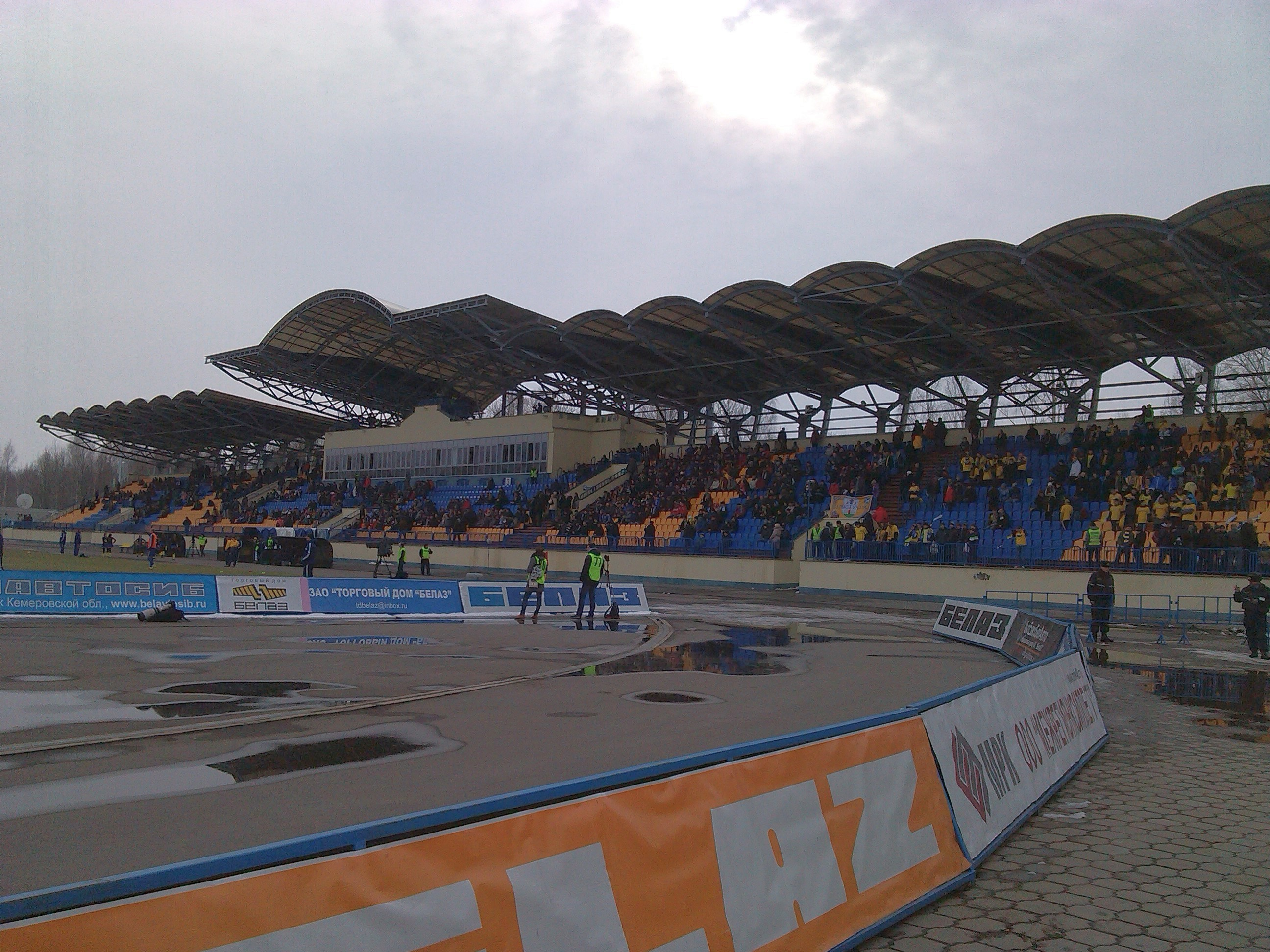
Estadio Torpedo de Zhodino

Este equipo ha cambiado de nombre ya en varias veces:
- BelAZ Zhodino en 1989
- Torpedo Zhodino en 1993
- Torpedo-BelAZ Zhodino en 2011

## Palmarés
| Competición nacional                                | Títulos                | Subcampeonatos |
| --------------------------------------------------- | ---------------------- | -------------- |
| Copa de Bielorrusia (2/1)                           | 2015–16, 2022–23       | 2009–10        |
| Supercopa de Bielorrusia (1/2)                      | 2024                   | 2011, 2017     |
| Segunda División (1/0)                              | 2001                   |                |
| Campeonato de fútbol de la RSS de Bielorrusia (4/2) | 1970, 1971, 1980, 1981 | 1972, 1985     |

## Participación en competiciones de la UEFA
| Temporada | Torneo                   | Ronda              | Club             | Casa | Visita | Global |
| --------- | ------------------------ | ------------------ | ---------------- | ---- | ------ | ------ |
| 2010–11   | UEFA Europa League       | 1.ª Clasificatoria | Fylkir           | 3–0  | 3–1    | 6–1    |
| 2010–11   | UEFA Europa League       | 2.ª Clasificatoria | OFK Beograd      | 0–1  | 2–2    | 2–3    |
| 2015–16   | UEFA Europa League       | 1.ª Clasificatoria | FK Kukësi        | 0–0  | 0–2    | 0–2    |
| 2016–17   | UEFA Europa League       | 2.ª Clasificatoria | Debrecen         | 1-0  | 2-1    | 3-1    |
| 2016–17   | UEFA Europa League       | 3.ª Clasificatoria | Rapid Wien       | 0–0  | 0–3    | 0-3    |
| 2021–22   | Europa Conference League | 2.ª Clasificatoria | Copenhague       | 0–5  | 1–4    | 1–9    |
| 2023–24   | Europa Conference League | 2.ª Clasificatoria | AEK              | 1-1  | 2-3    | 3-4    |
| 2024-25   | Europa Conference League | 1.ª Clasificatoria | Milsami Orhei    | 2-4  | 0-0    | 2-4    |
| 2025–26   | UEFA Conference League   | 1.ª Clasificatoria | Rabotnicki       | 3-0  | 1-0    | 4-0    |
| 2025–26   | UEFA Conference League   | 2.ª Clasificatoria | Maccabi Haifa FC | 1-1  | 0–3    | 1-4    |